# Chiasmus uzelii
Chiasmus uzelii är en insektsart som beskrevs av Melichar 1903. Chiasmus uzelii ingår i släktet Chiasmus och familjen dvärgstritar. Inga underarter finns listade i Catalogue of Life.